# Álvaro da Cunha Mendes
Álvaro da Cunha Mendes (Maranguape, 6 de janeiro de 1872 — Fortaleza, 2 de outubro de 1937) foi o fundador do jornal Correio do Ceará em 2 de Março de 1915.
Era filho de Manuel Cesário Mendes e de Francisca da Cunha Mendes, e sobrinho, por parte de pai, dos fundadores do Ateneu Cearense, os notáveis educadores e irmãos João Araújo e Manoel Teófilo da Costa Mendes, além do padre Francisco Inácio da Costa Mendes. Teve duas filhas: Estefânia da Cunha Mendes e Maria Helena da Cunha Mendes, que casou-se com Antônio de Oliveira Braga que é tio do Professor Historiador Gustavo Braga.
Em artigo publicado no jornal Correio do Ceará, no dia 5 de junho de 1965, Geraldo da Silva Nobre, citando o historiador Raimundo Girão e Antônio Martins Filho, diz que um irmão de Álvaro Mendes, Antônio da Cunha Mendes, era bacharel em direito e exerceu, com êxito, a advocacia no Rio de Janeiro e São Paulo. De acordo com o historiador, Antônio Mendes fundou a "Revista do Brasil", que tratava de literatura, exaltando o Ceará no sul do país. Citando o "Dicionário Bio-bibliográfico Cearense" do Barão de Studart, ainda tratando dos irmãos Mendes, o historiador informa que eles eram filhos de pessoas de família "das mais distintas" do Ceará.